# Chromnitrid
Chromnitrid ist eine anorganische chemische Verbindung der beiden Elemente Chrom und Stickstoff, die zu den intermetallischen Verbindungen gezählt wird. Es zeichnet sich durch sehr große Härte und extreme Korrosionsbeständigkeit aus, woraus sich eine Reihe technischer Anwendungen wie z. B. Passivierung und Veredelung von Chromwerkstoffen oder Beschichtung von Zerspanungswerkzeugen ergeben.

## Vorkommen
Chromnitrid kommt natürlich als Mineral Carlsbergit vor und wurde in verschiedenen Eisenmeteoriten nachgewiesen.

## Gewinnung und Darstellung
Chromnitrid wird in der Regel in Form hauchdünner Beschichtungen hergestellt, seltener als keramischer Körper oder als Pulver.
Eine Herstellung aus den Elementen ist bei Temperaturen oberhalb von 800 °C möglich, das Werkstück bzw. das Chrompulver werden bei diesem Verfahren unter reiner Stickstoffatmosphäre mehrere Stunden auf die nötige Temperatur erhitzt. Dies geschieht nach folgender Gleichung:
{\displaystyle \mathrm {2\ Cr+N_{2}\longrightarrow 2\ CrN} }
Ebenfalls möglich ist die Darstellung durch Reaktion von Chrom(III)-chlorid mit Ammoniak.
{\displaystyle \mathrm {CrCl_{3}+4\ NH_{3}\longrightarrow CrN+3\ NH_{4}Cl} }

## Eigenschaften
Chromnitrid ist ein Einlagerungsnitrid mit metallischen Eigenschaften. Eine ionogene Formulierung im Sinne von Cr3+ und N3− ist irreführend, während eine Zuweisung entsprechender Oxidationszahlen korrekt ist. 
Es liegt in Form eines schwarzen, magnetischen Pulvers vor, das unlöslich in Säuren und Laugen ist. Es besitzt eine Kristallstruktur vom Natriumchlorid-Typ (a = 415 pm). Bei höheren Temperaturen zersetzt sich Chromnitrid (γ-Chromnitridphase) zunehmend und geht in Chromheminitrid Cr2N (β-Chromnitridphase, CAS-Nummer: 12053-27-9) über. Es bildet sich abhängig von der Temperatur und dem Stickstoffdruck zwischen diesen beiden Phasen ein Gleichgewicht aus, so zum Beispiel bei 1100 °C und einem Stickstoffdruck von 1,7 Torr. Chromheminitrid hat eine trigonale Kristallstruktur, die die Raumgruppe P31m (Raumgruppen-Nr. 162) besitzt.